# İlhan Parlak
İlhan Parlak (Kayseri, 19 de enero de 1987) es un exfutbolista turco que jugaba en la posición de delantero.

## Carrera
Comenzó su carrera profesional en el Kayserispor, en el 2004, donde permaneció tres años hasta ser comprado en 2007 por el Fenerbahçe S. K. bajo un contrato de cinco años. Fue pretendido por el Real Madrid C. F. y el Valencia C. F. estuvo a punto de comprarlo en la jornada de pases de la temporada 2007-08.[cita requerida] Finalmente, este fue comprado por el Ankaraspor el 14 de junio de 2009.
En el Campeonato Europeo Sub-19 de 2006, pese a que Turquía perdió dos partidos empató el otro de la fase de grupos, fue coronado con la bota de oro tras haber anotado cinco goles en esos encuentros.
Un jugador del Galatasaray S. K. y la selección turca, Arda Turan, lo calificó como el Samuel Eto'o turco.
Le marcó a Sivasspor jugando para el Kayserispor a los 15 segundos de comenzar el encuentro en la temporada 2005-06. Defendió la camiseta de la selección de Turquía sub-21 en 35 ocasiones en las que marcó 16 goles.

## Clubes
| Club                 | País    | Año       |
| -------------------- | ------- | --------- |
| Kayserispor          | Turquía | 2004-2007 |
| Fenerbahçe S. K.     | Turquía | 2007-2009 |
| Ankaraspor           | Turquía | 2009-2012 |
| Ankaragücü (cedido)  | Turquía | 2009-2010 |
| Karabükspor (cedido) | Turquía | 2010-2011 |
| Karabükspor (cedido) | Turquía | 2011-2012 |
| Karabükspor          | Turquía | 2012-2014 |
| Kayseri Erciyesspor  | Turquía | 2014-2015 |
| Gaziantepspor        | Turquía | 2016-2017 |
| Ankaragücü           | Turquía | 2017-2020 |
| Kayserispor          | Turquía | 2020-2023 |